# هيلين فريث
هيلين فريث (بالإنجليزية: Helen Frith) هي واثبة عالي أسترالية، ولدت في 12 يوليو 1939 في Roseville, New South Wales ‏ في أستراليا.

## وصلات خارجية
- هيلين فريث على موقع النتائج التاريخية لألعاب القوى الأسترالية (الإنجليزية)
- هيلين فريث على موقع أوليمبيديا (الإنجليزية)
- هيلين فريث على موقع اللجنة الأولمبية الأسترالية (الإنجليزية)
- هيلين فريث على موقع اتحاد ألعاب الكومنولث (مؤرشف) (الإنجليزية)